# Tânia Alves
Tânia Maria Rego Alves (født 12. september 1953 i Bonito de Santa Fé, Brasilien) er en brasiliansk skuespiller.